# Breda Ba.75

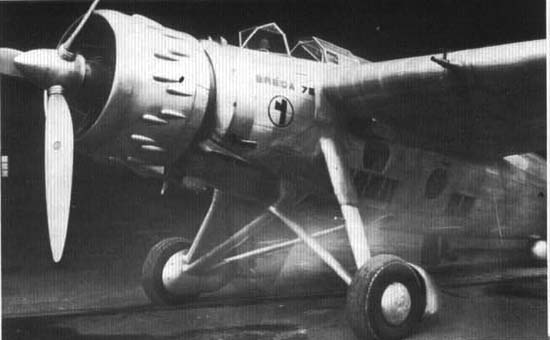

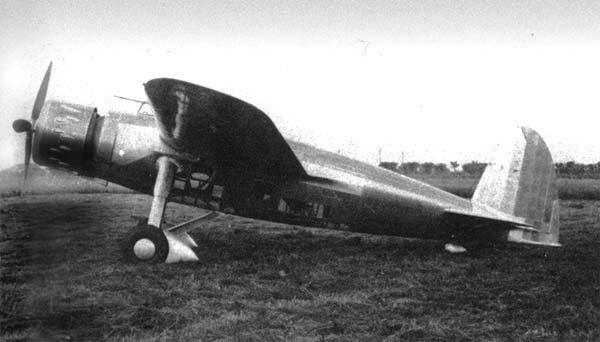

Breda Ba.75 là một mẫu thử máy bay trinh sát/cường kích của Ý, do hãng Società Italiana Ernesto Breda thiết kế chế tạo. Chỉ có 1 chiếc máy bay được chế tạo và loại máy bay này không được đưa vào sản xuất.

## Tính năng kỹ chiến thuật
Dữ liệu lấy từ 
Đặc tính tổng quan
- Kíp lái: 2
- Chiều dài: 11,30 m (37 ft 1 in)
- Sải cánh: 15,60 m (51 ft 2 in)
- Chiều cao: 3,10 m (10 ft 2 in)
- Động cơ: 1 × Isotta-Fraschini K.14 , 670 kW (900 hp)

Hiệu suất bay
- Vận tốc cực đại: 375 km/h (233 mph; 202 kn)
- Vận tốc hành trình: 300 km/h (186 mph; 162 kn)
- Tầm bay: 1.700 km (1.056 mi; 918 nmi)

Vũ khí trang bị

- Súng: 2 × súng máy Breda-SAFAT 12,7mm (0.5in)